# Steinkreis von Dromagorteen
Der Steinkreis von Dromagorteen (irisch Drom an Ghoirtín, auch „the Judge and Jury“ – (deutsch „der Richter und die Jury“) genannt) liegt an einem Südwesthang im „Bonane Heritage Park“, östlich der Straße N71, südöstlich von Kenmare im County Kerry in Irland. Eines der auffälligsten Merkmale ist die Sicht über das Tal, die man vom Steinkreis aus hat.
Im Gegensatz zu anderen Steinkreisen der Cork-Kerry-Serie hat er wie der nahe gelegene Steinkreis von Kenmare im Zentrum ein Boulder Burial. Boulder Burials sind eine Abart der Steinkisten (englisch cist) und eine späte Entwicklung im Megalithanlagenbau auf der Insel. Steinkreise mit Boulder Burials werden als bronzezeitlich angesehen.
Der Steinkreis von Dromagorteen hat etwa zehn Meter Durchmesser. Von seinen 13 Steinen stehen sechs aufrecht. Die Steine sind zwischen 0,8 und 1,4 m hoch und zwischen 0,75 und 1,6 m breit. Einer der beiden Eingangssteine ist mit 1,4 m Höhe der größte im Kreis, der andere, ein quarzgeäderter Felsblock, ist umgefallen. Der axial gegenüber liegende Stein ist der niedrigste. Er ist 0,8 m hoch und 1,6 m breit.
Der 1,6 m lange und breite und einen Meter dicke Boulder ruht auf drei Tragsteinen, von denen einer unterfüttert ist.
Im Bonane Heritage Park liegen entlang des zwei Kilometer langen Fußweges, außer dem Steinkreis: ein Ráth, der Bullaun von Dromagorteen und ein Burnt Mound.